# NGC 3954
NGC 3954 é uma galáxia  localizada na direcção da constelação de Leo. Possui uma declinação de +20° 52' 57" e uma ascensão recta de 11 horas, 53 minutos e 41,7 segundos.
A galáxia NGC 3954 foi descoberta em 26 de Abril de 1785 por William Herschel.